# Wolf Johanna
Wolf Johanna, Wolf Janka (Budapest, 1905. március 26. – 1997. április 30.) Eötvös Loránd-díjas építészmérnök, Dunaújváros főmérnöke, a Vegyipari Építési Vállalat (a mai Vegyépszer) megszervezője, az „építészek mamája.” Egyike az első magyar női mérnököknek.

## Életrajza
Wolf Sándor (1872–1927) gépészmérnök, a Győrffy-Wolf Fémárugyár Rt. vezérigazgatója és Reif Elza (1881–1938) gyermekeként született zsidó családban. Anyai nagyapja Reif Jakab (1844–1907) főreáliskolai tanár, az Országos Izraelita Tanítóegyesület elnöke.
Az Országos Nőképző Egyesület Veres Pálné Leányközépiskolájának tanulója volt. Tanulmányait a Magyar Királyi József Műegyetemen folytatta, ahol 1931-ben építészmérnöki oklevelet szerzett. Várnay Marianne, Fleischl Etelka és Paula Ilves után negyedik nőként végezte el a Műegyetem építészkarát.
1929-től, azaz már hallgató korától a Magyar Építő Részvénytársaság munkatársa. Eleinte vasbeton szerkezeti rajzokat készített, de hamarosan komolyabb munkákat bíztak rá és néhány év után építőmérnökké nevezték ki. Dolgozott a Ganz mindhárom budapesti telephelyén, illetve részt vett a Fémáru-, Fegyver- és Gépgyár Rt. törökbálinti telephelye, illetve a Magyar Viscosa Rt. nyergesújfalui gyárának építésében.	Egyik legnagyobb munkája a világháború előtt a Mátravidéki Erőmű létrehozása volt. Ebben az időszakban többek közt Mátrai Gyulával, Szőke Gyulával és Mokk Lászlóval dolgozott együtt; munkakapcsolatuk tartós barátsággá alakult. Közös munkájuk volt 1942-1944 között a Pestszentlőrinci Ipartelepek Rt. telepe a budapesti Gyömrői úton.
1944 tavaszától, a német megszállás kezdetétől Wolf álnéven bujkált Budapesten. 
Az 1945 utáni években részt vett a főváros újjáépítésében, majd 1947-ben a Magyar Gyárépítő Nemzeti Vállalatnál kapott főmérnöki kinevezést. Mátrai Gyulával közös munkája, a Ganz Villamossági Művek új műhely- és raktárépülete 1947-1949 között készült el a gyár budai telephelyén. Ezen az építkezésen használtak először előregyártott táblákat a zsaluzáshoz, valamint gördülő állványozást. Ugyancsak Mátraival dolgozták ki az előregyártott vasbeton ablakrácsot, amelyet a a Ganz Hajógyár újjáépítésénél alkalmaztak először. Az ajkai hőermőmű építése és a Siemens budapesti gyárának bővítése mellett Wolf bekapcsolódott az Inotai Erőmű építésébe is. Itteni sikerei nyomán kérte fel Szíjártó Lajos 1950-ben az akkori Sztálinváros főmérnökének.
Az 1950-1957 közötti időszakban a város építésén több ezer főt foglalkoztató 26. számú Építőipari Tröszt főmérnökeként Wolf az épülő Sztálinváros meghatározó alakja volt. A kezdeti időkben elsősorban a munkaszervezésben, a folyamatok átalakításában és koordinálásában szerzett érdemeket, majd újításokkal is próbálkozott. Ilyen volt például az önálló női brigád szervezése. Wolf a sajtóban is a város egyik arcává vált, gyakran jelent meg riportokban, cikkekben; róla mintázták az 1953-as Kiskrajcár c. film Rauf Kornélia nevű főmérnökét.
1957-től a Nehézipari Minisztérium Bányászati Építő Vállalat főmérnökeként dolgozott, itt többek között a tízezer bányászlakás programjának megvalósításában vett részt. 1964-től ő szervezte meg Szekér Gyula nehézipari miniszter felkérésére a Vegyipari Építési Vállalatot szervezte meg főmérnökként. 1968-ban innen vonult nyugdíjba.
1953. május 17-én országgyűlési képviselővé választották meg a Magyar Függetlenségi Népfront Fejér megyei listáján. Bár nem lett párttag, vezetőségi taggá választották a Magyar–Szovjet Baráti Társaságban.
Első férje Farkas István József gyógyszerész volt, akivel 1922. október 28-án Budapesten, a Ferencvárosban kötött házasságot. Három évvel később elváltak. 1937. június 23-án nőül ment Weber József főorvoshoz, akitől 1943-ban vált el. Ezt követően Szél Gyula, a Magyar Építő Rt. vezérigazgatója volt élettársa.

## Díjai
- 1950. A Munka Érdemrend ezüst fokozata
- 1952. Magyar Népköztársasági Érdemrend V. fokozat
- 1962. Szocialista Munkáért Érdemérem
- 1972. Építőipar Kiváló Dolgozója
- 1975. 25 éves Dunaújváros emlékplakett
- 1985. Magyar Népköztársaság Csillagrendje
- 1995. Eötvös Loránd-díj
- Vasmű Emlékérem bronz fokozata